# Excorallana truncata
Excorallana truncata là một loài chân đều trong họ Corallanidae. Loài này được Richardson miêu tả khoa học năm 1899.